# Cantone di Santa Cruz (Ecuador)
Il cantone di Santa Cruz è un cantone dell'Ecuador nella provincia delle Galápagos.
Il cantone è costituito dall'isola di Santa Cruz e da altre isole più piccole circostanti: 
- Santiago (o San Salvador o James)
- Marchena (o Bindloe)
- Baltra (o Seymour Sur o South Seymour)
- Seymour Setentrional (o North Seymour)
- Pinta(o Abingdon)
- Bartolomé
- Pinzón (o Duncan)
- Rabida (o Jervis)
- Plaza Meridional (o South Plaza).

Il capoluogo del cantone è Puerto Ayora sita sulla costa meridionale dell'isola di Santa Cruz.

## Galleria d'immagini

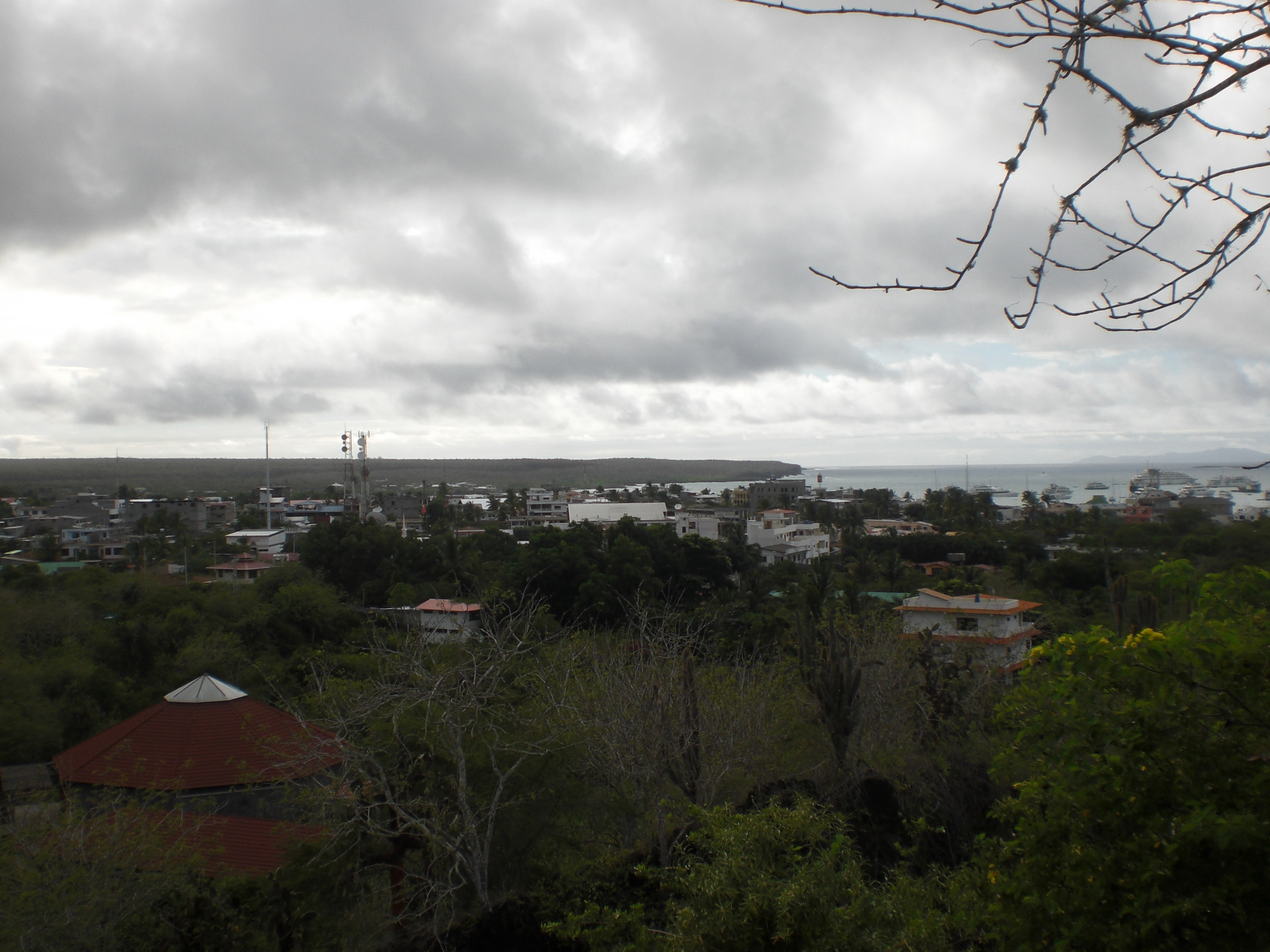
Puerto Ayora.
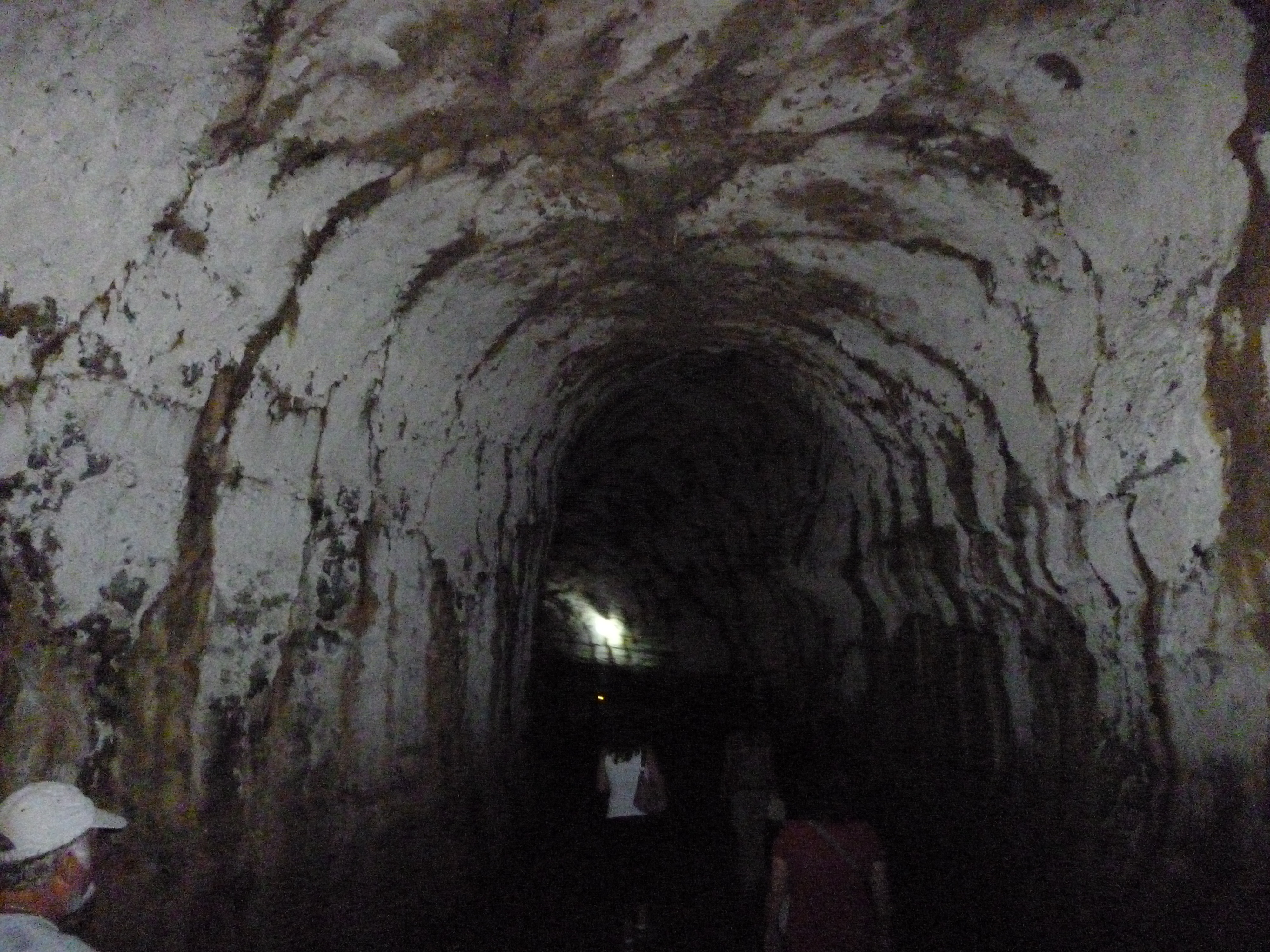
Tunnel di lava sull'isola di Santa Cruz.
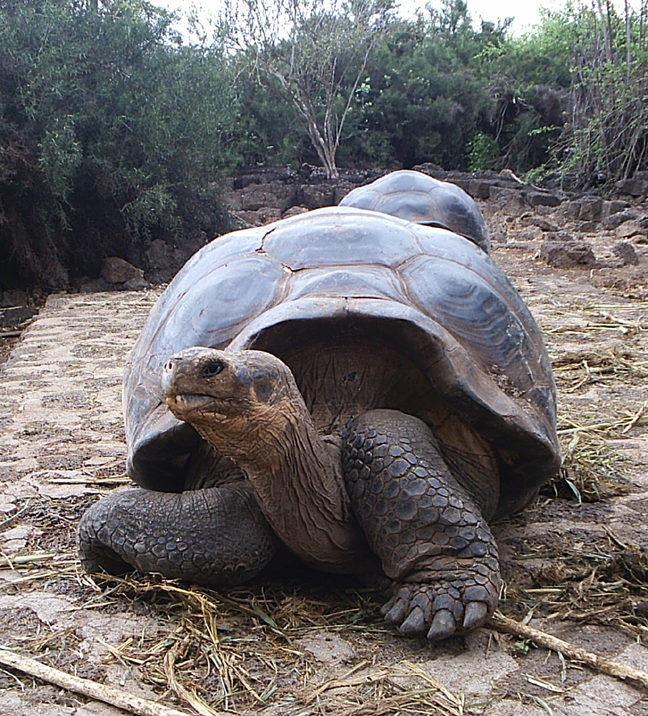
Tartaruga delle Galapagos - isola di Santa Cruz
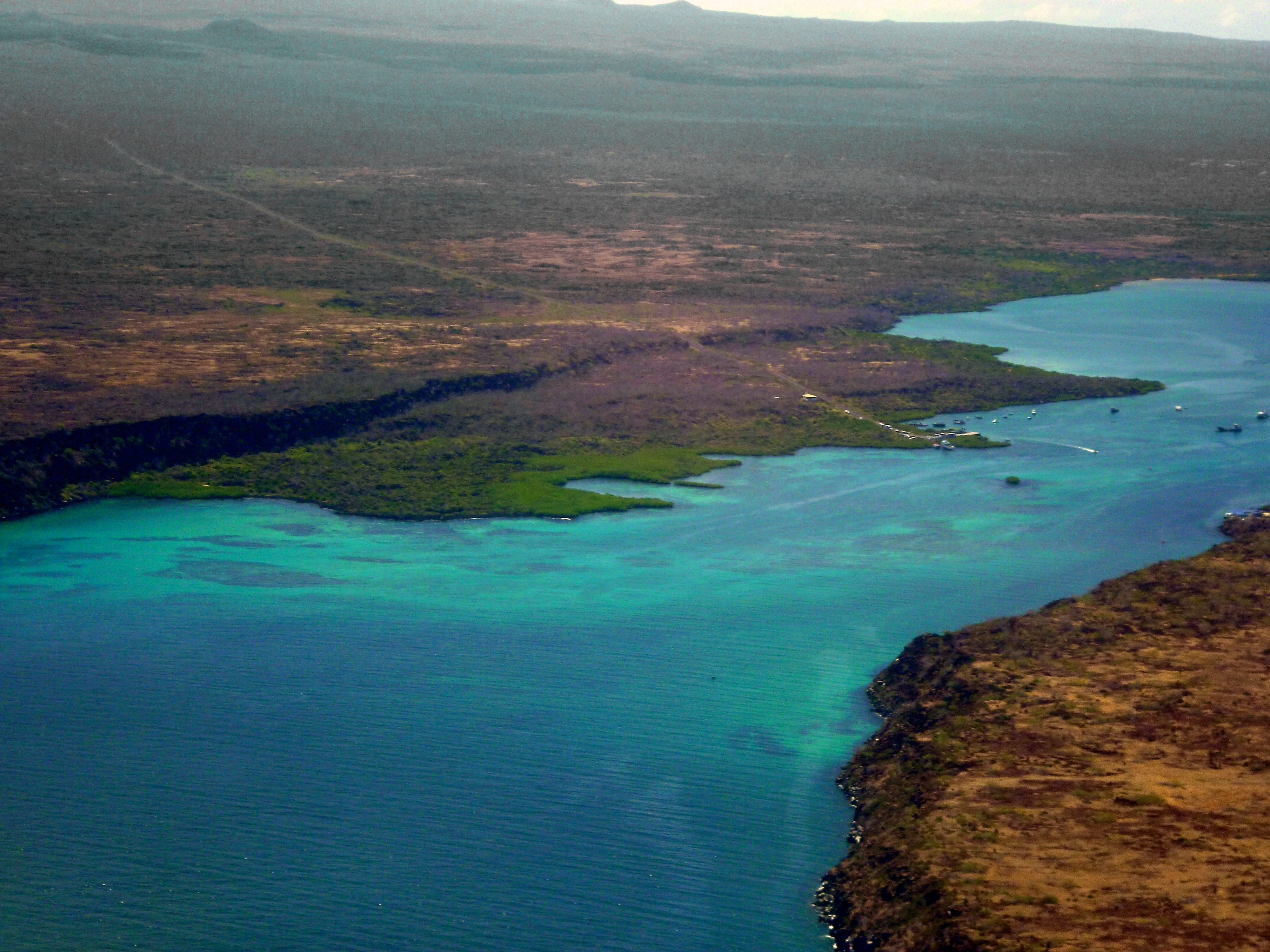
Una foto aerea di Santa Cruz a sinistra, sulla destra Baltra
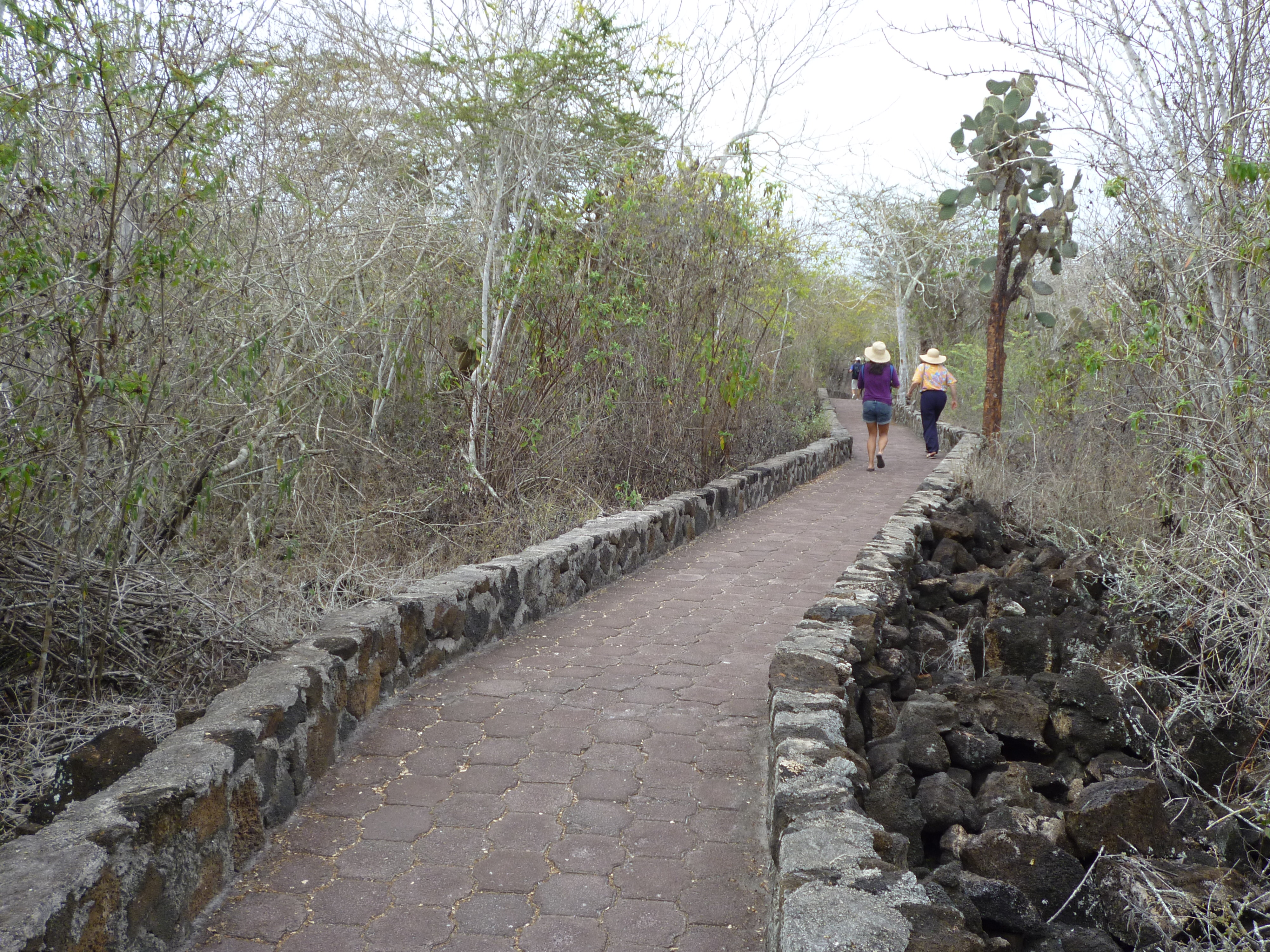
Percorso pedonale a Tortuga Bay
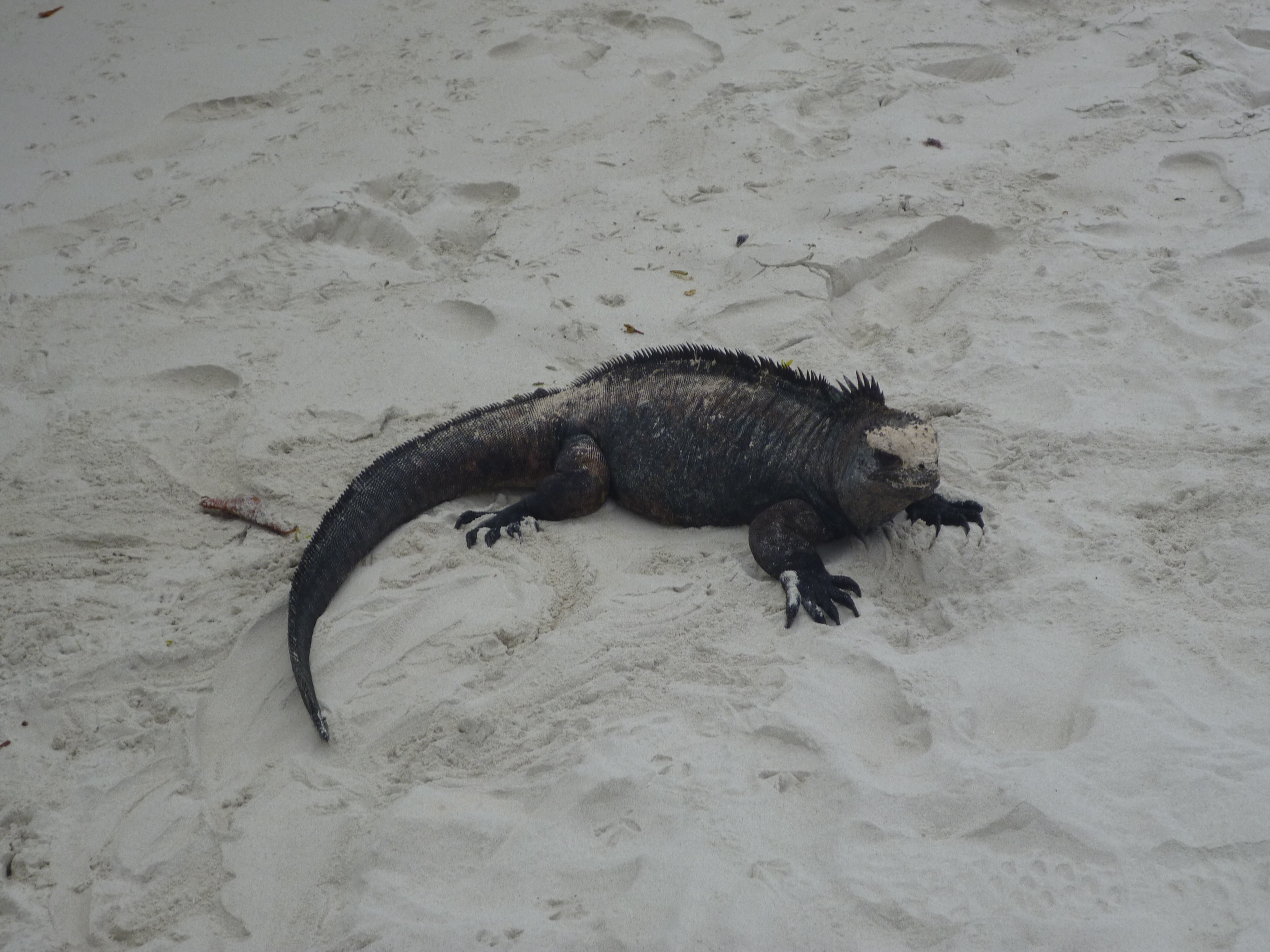
Iguana sulla spiaggia di Tortuga Bay
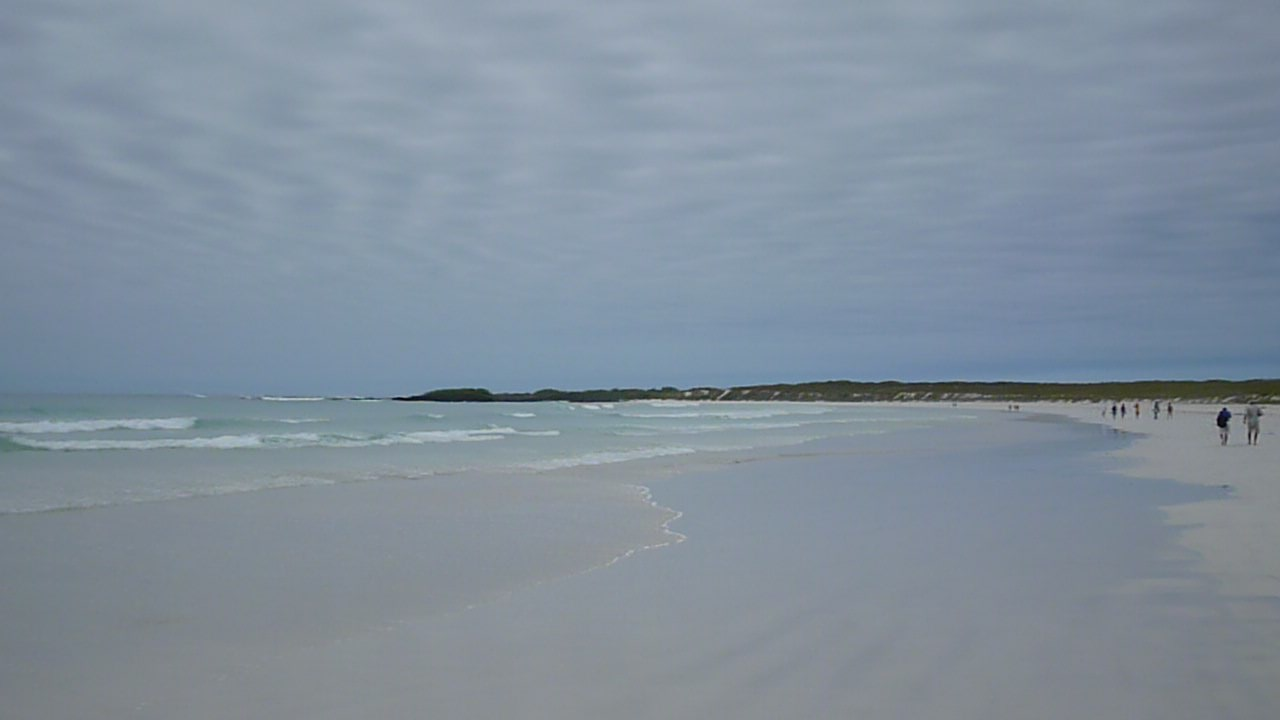
Tortuga Bay
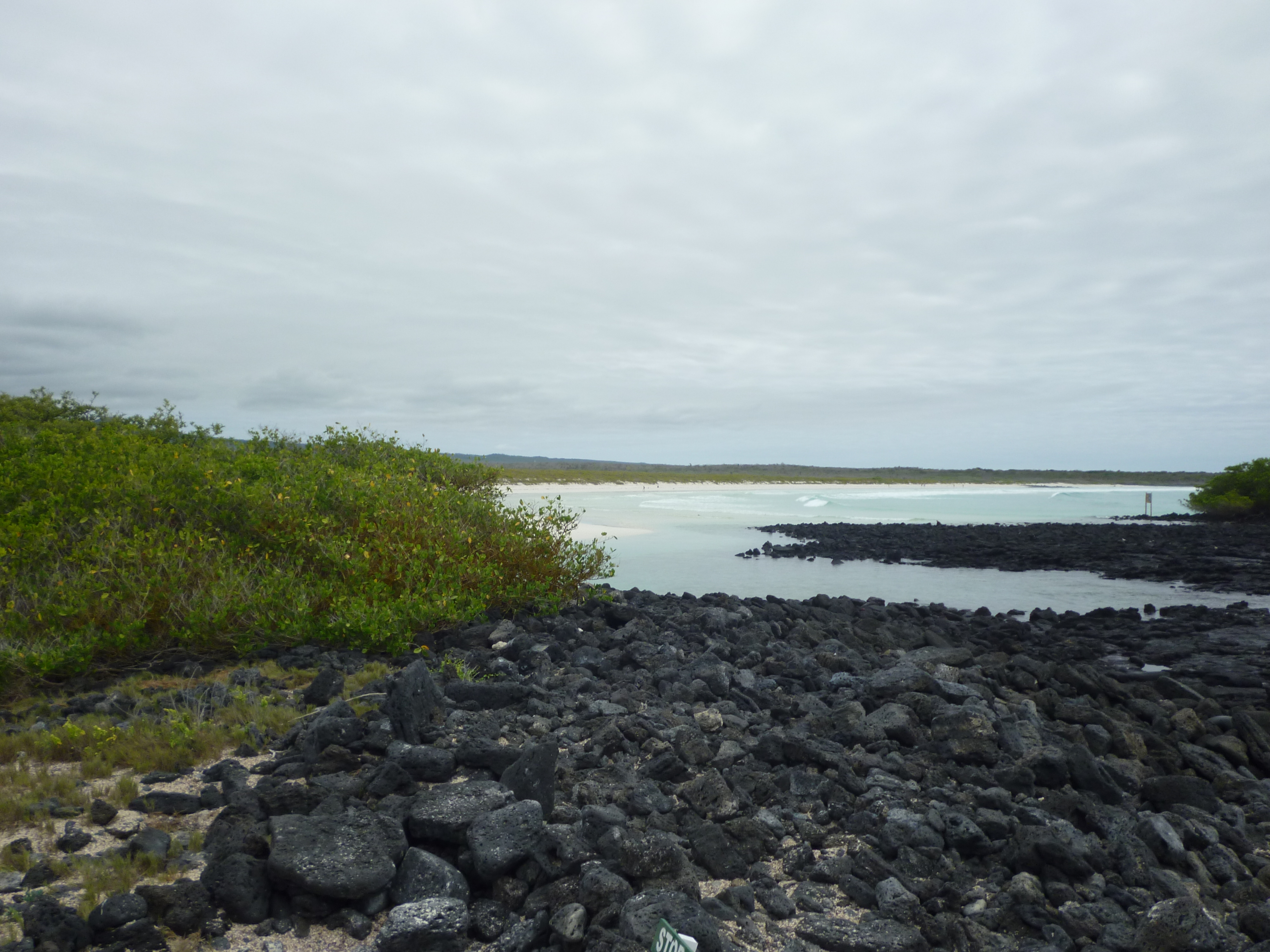
Tortuga Bay